# 장기반도
장기반도 또는 호미반도는 영일만 동쪽에 있는 반도로 호미곶과 포항 땅끝마을이 있다.